# Осовая (Столинский район)
Осова́я (бел. Асавая) — деревня в Столинском районе Брестской области Беларуси. Входит в состав Видиборского сельсовета. Население — 148 человек (2019).

## География
Расположена в 21 км от Столина, в 266 км от Бреста, в 10 км от железнодорожной станции Видибор.

## История
Впервые упоминается в 1503 году.
После Второго раздела Речи Посполитой 1793 года в составе Российской империи.
Во второй половине XIX века — начале XX века — деревня в Плотницкой волости Пинского повета Минской губернии.
С 1921 по 1939 годы в составе Плотницкой гмины Лунинецкого повята Полесского воеводства Польши. С 1939 года в составе БССР и центр сельсовета.
С 12 октября 1940 года деревня в составе Столинского района Пинской области. С 8 января 1954 года в Брестской области.
C июля 1941 года по начало июля 1944 года была оккупирована немецко-фашистскими войсками.
В 1970 году в составе колхоза «XIX партсъезд».

## Население
Население деревни на 2019 год составляло 148 человек.
| 1897 | 1909 | 1939  | 1959  | 1970  | 2005  | 2009  | 2019  |
| ---- | ---- | ----- | ----- | ----- | ----- | ----- | ----- |
| 58   | ▲ 78 | ▲ 665 | ▼ 229 | ▲ 235 | ▼ 189 | ▼ 188 | ▼ 148 |

## Инфраструктура
В 1954 году работала начальная школа. С 1968 построена и работает средняя школа. Работает детский сад. Работает магазин. В 2020 году в Дом культуры было перенесено почтовое отделение из д. Осовцы. В Доме культуры так же находится ФАП.

## Достопримечательность
- Костёл Святой Девы Марии
- Часовня
- Колокольня
- Православная церковь Иоанна Крестителя

## Галерея

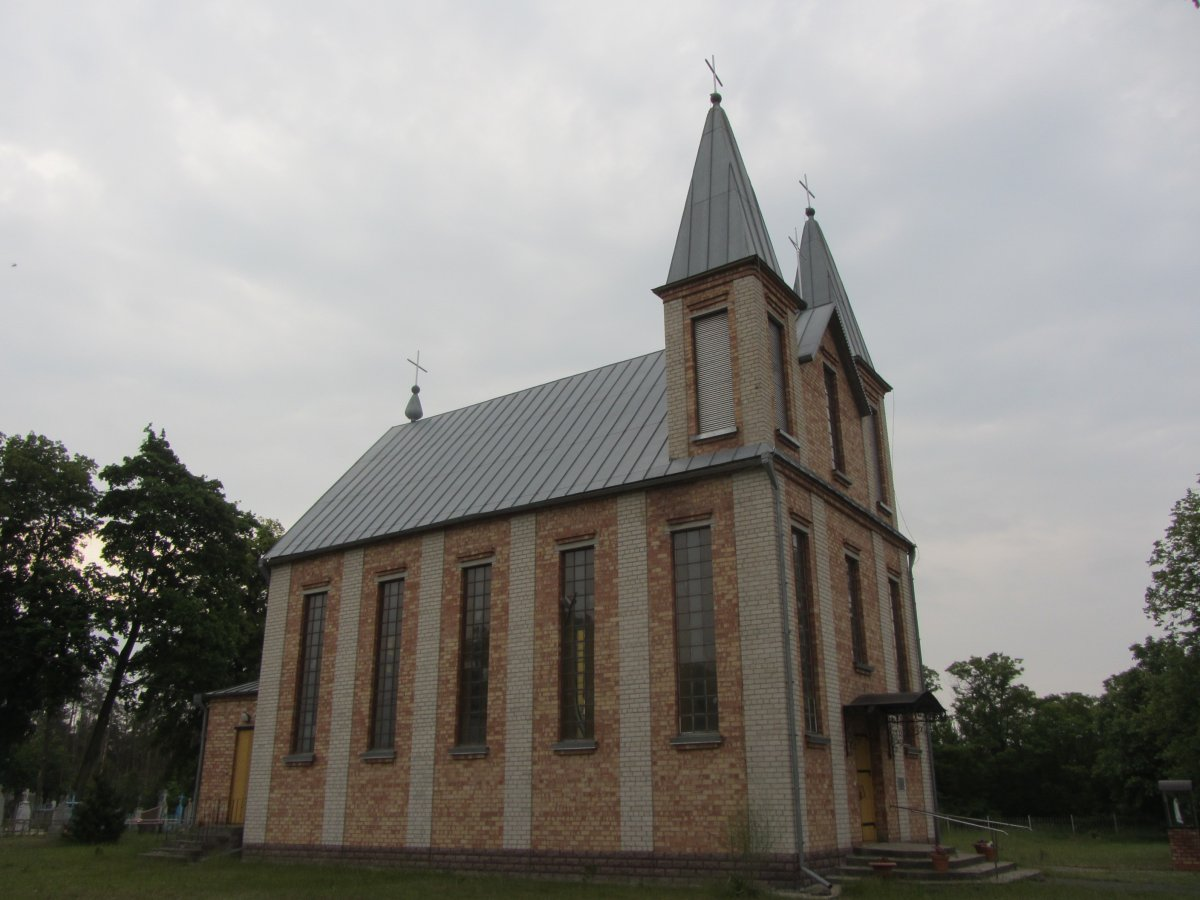
Костёл Святой Девы Марии
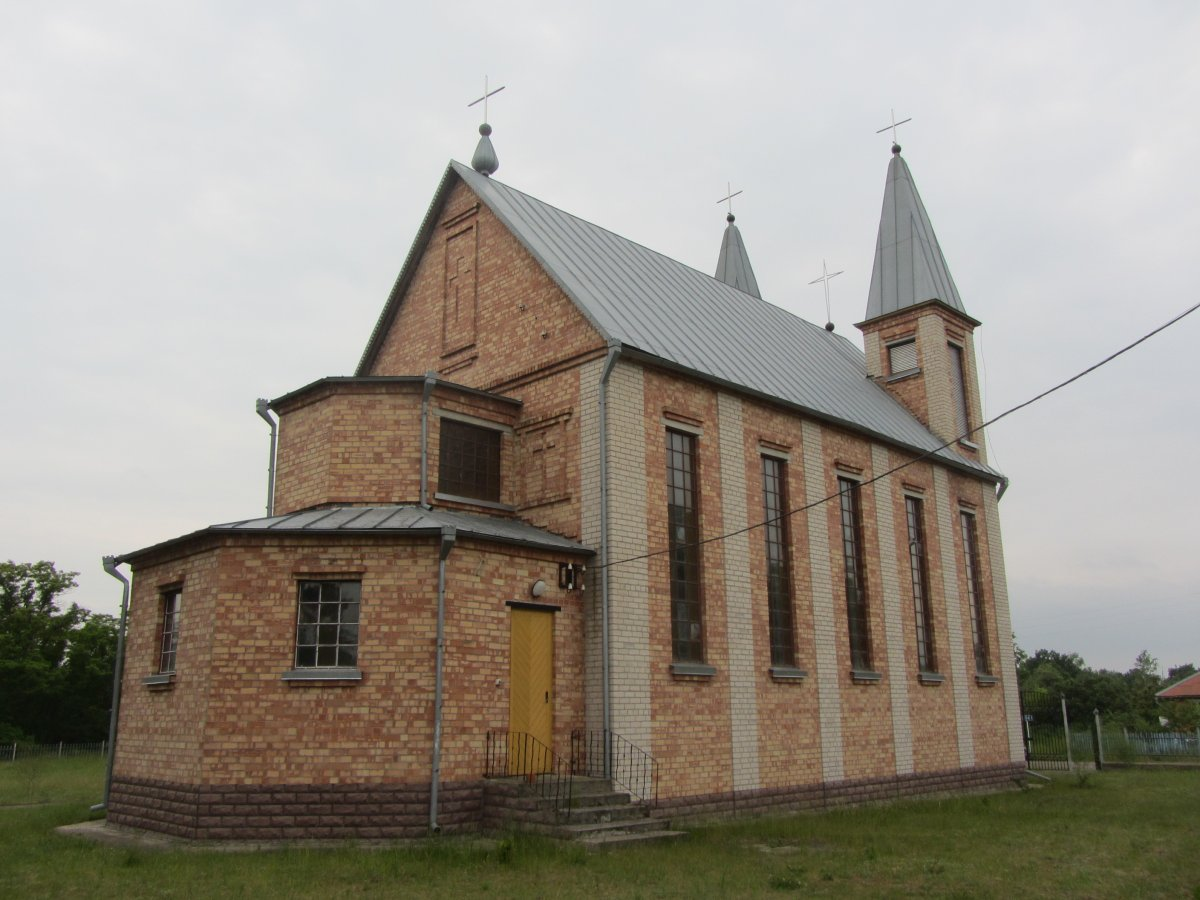
Костёл Святой Девы Марии
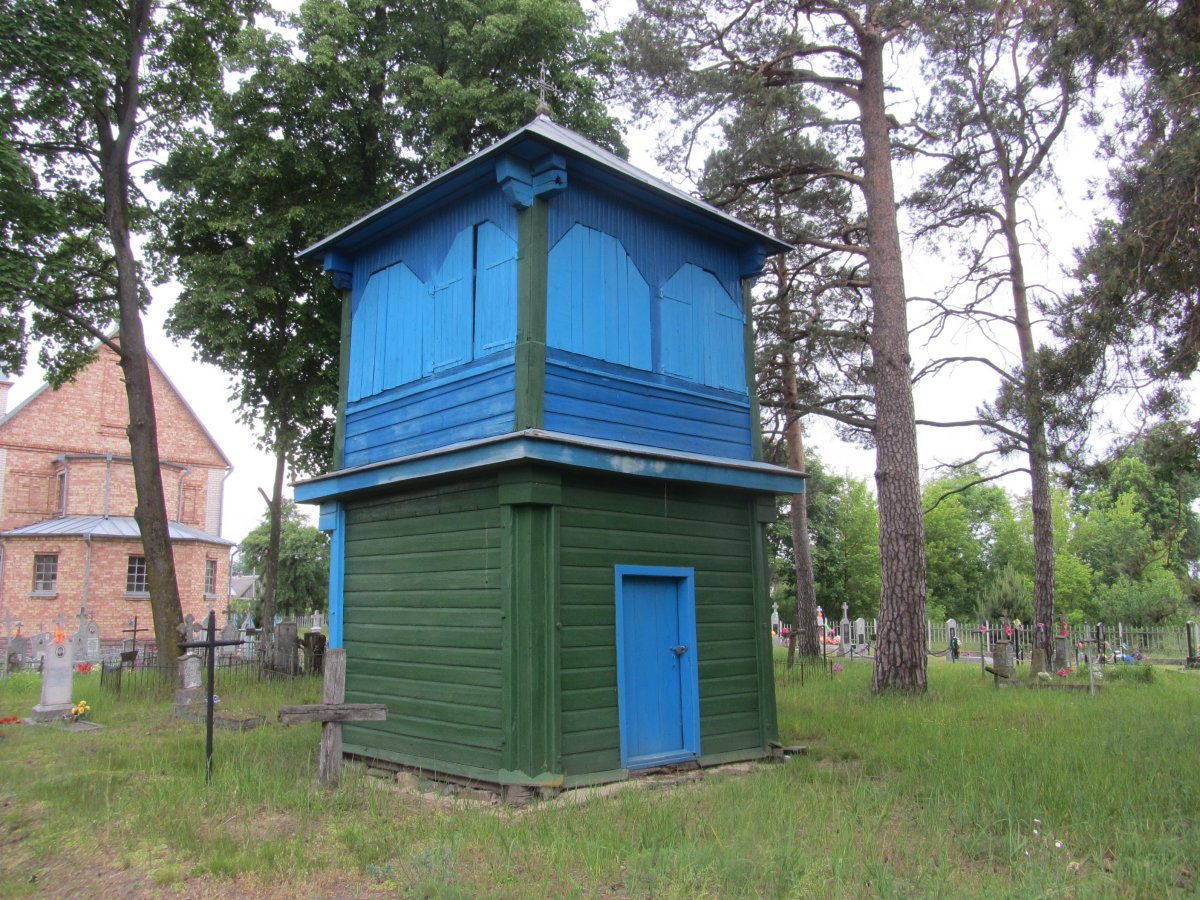
Колокольня
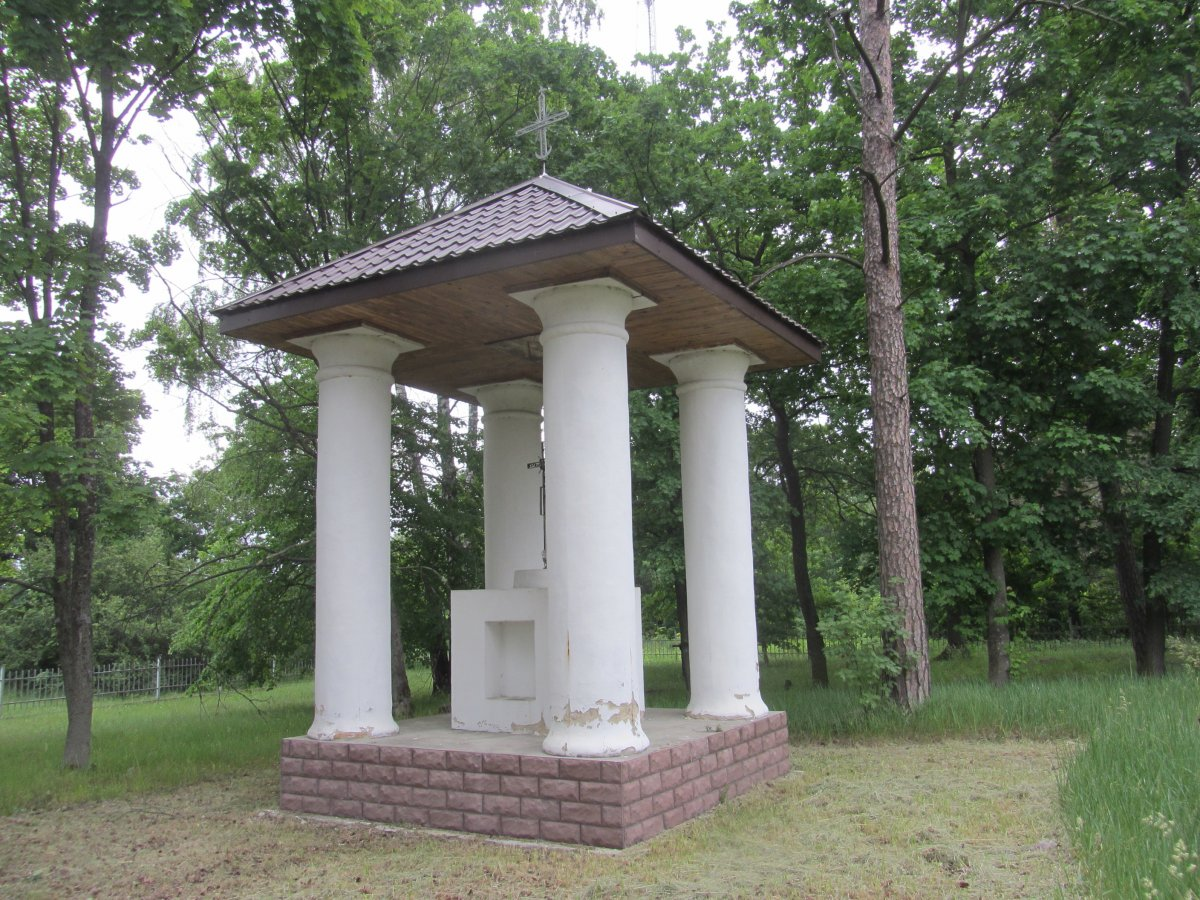
Часовня
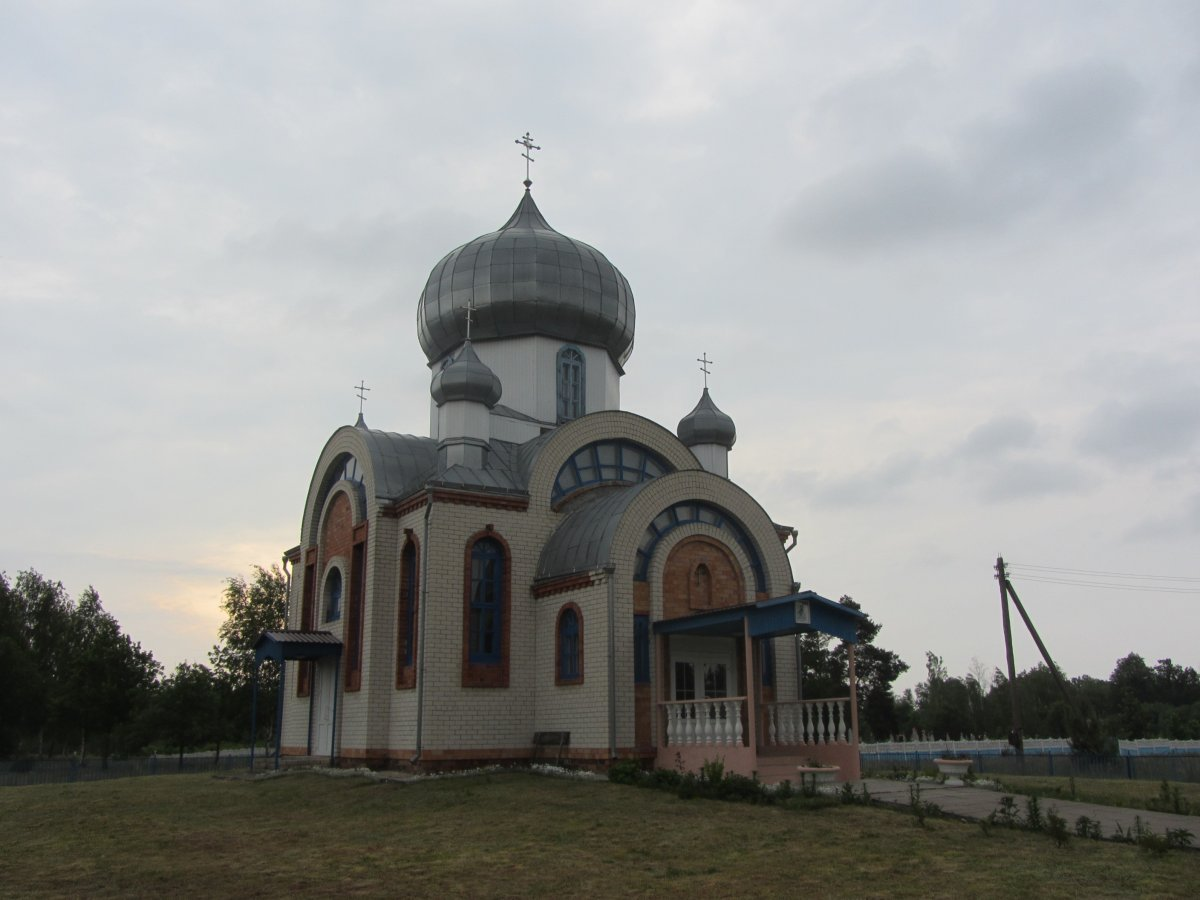
Церковь Иоанна Крестителя
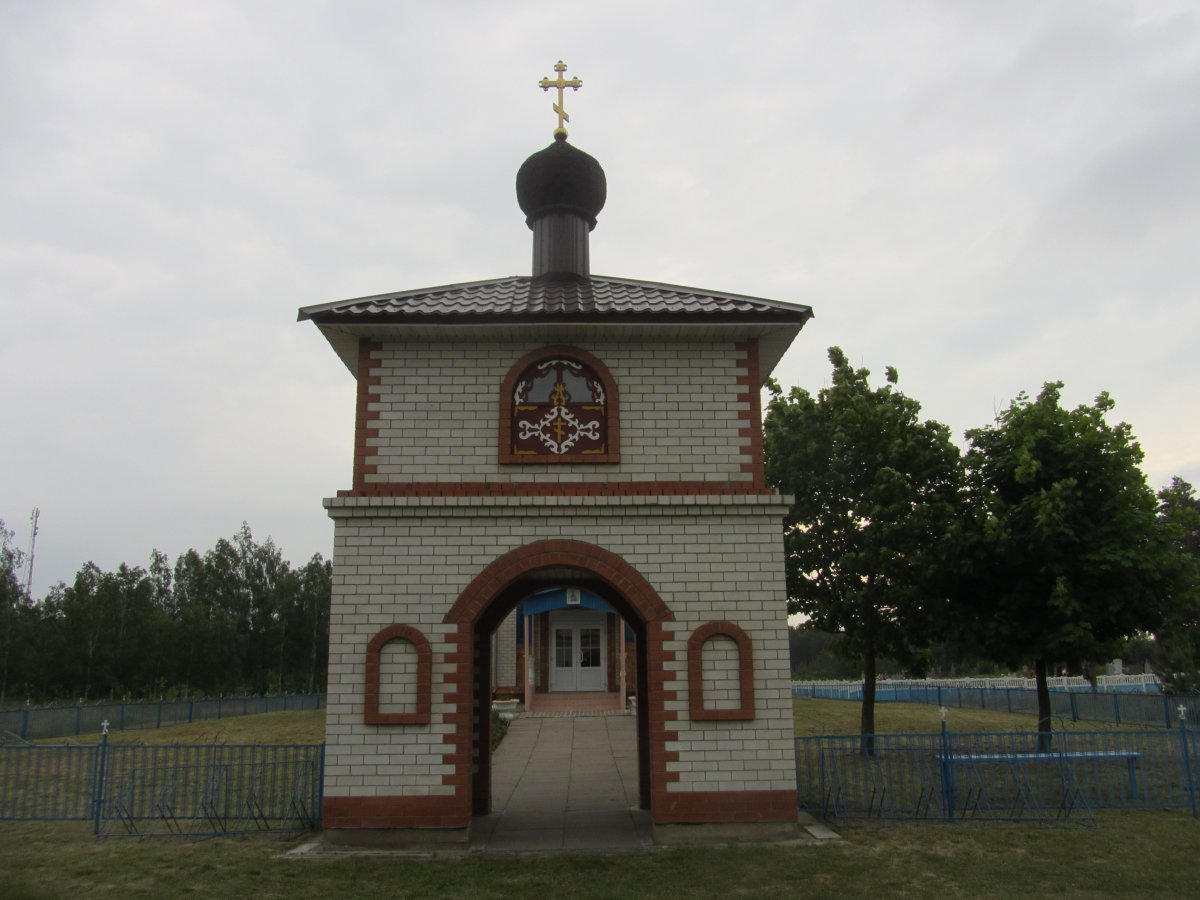
Церковь Иоанна Кресителя